# パラメスヴァラヴァルマン1世
ジャヤ・パラメーシュヴァラヴァルマン2世（サンスクリット語: जय परमेश्वरवर्मन् २, ラテン文字転写: Jaya Parameśvaravarman II, 生没年不詳）は、チャンパ王国（占城国）第12王朝の後期初代国王（在位：1220年 - 1253年）。初名はアンシャラージャ（サンスクリット語: अंशराजा, ラテン文字転写: Angśarāja）。『大越史記全書』では布耶羅（ベトナム語: Bố Gia La）と記される。

## 生涯
ジャヤ・ハリヴァルマン2世の長男で、トゥライ＝ヴィジャヤの出身。クメール宮廷において国王ジャヤーヴァルマン7世の元で成長し、1201年にジャヤーヴァルマン7世からユーヴァラージャに任じられた。1203年にクメールによるチャンパ支配が始まるとチャンパに戻り、その支配の一端を担った。
1207年にはビルマ人やシャム人を含めたクメール軍を率いて李朝大越と戦った。1216年と1217年にも乂安に侵攻したが、州伯の李不染に撃退された。ジャヤーヴァルマン7世没後の1220年にクメール軍がチャンパから撤退すると即位した。その治世の大半は灌漑事業の復旧とクメールとの戦争で損壊した寺院の再建に費やされた。ヤンプナガラのポー・ナガル塔に代表される南部カウターラにあったリンガや、アマラーヴァティーにあるシュリーシャーナバドレーシュヴァラの復興に尽力した。ジャヤ・パラメーシュヴァラヴァルマン2世の統治の間、チャム芸術のビンディン様式はクメール芸術の影響を受けていることが指摘されている。
北の大越に対して幾度も朝貢しながらも、李朝の衰退に乗じて大越沿岸部でたびたび劫掠を行ってきたが、これに対して李朝に代わった陳朝皇帝の太宗から宣諭を受けると、ルドラヴァルマン3世の代に割譲して以降、両国の間で長年係争の種になっていた旧チャンパ領の地哩、麻令、布政の北部3州の返還を大越に対して求め、これらを窺う姿勢を見せた。1252年、怒った太宗が親征する大越軍の侵攻を招き、ジャヤ・パラメーシュヴァラヴァルマン2世は妃の博拉吉婭や妾、多くの重臣と共に捕虜となって北に連行された。

## 参考資料
- George Cœdès (May 1, 1968). The Indianized States of South-East Asia. University of Hawaii Press. ISBN 978-0824803681
- Daniel George Edward Hall (1981/05/01). History of South-East Asia. Macmillan Press. ISBN 978-0333241639
- Bruce McFarland Lockhart; Kỳ Phương Trần (January 1, 2011). The Cham of Vietnam: History, Society and Art. National University of Singapore Press. ISBN 978-9971-69-459-3
- 石井米雄、桜井由躬雄 編『東南アジア史 I 大陸部』山川出版社〈新版 世界各国史 5〉、1999年12月20日。ISBN 978-4634413504。
- レイ・タン・コイ（ベトナム語版） 著、石澤良昭 訳『東南アジア史』（増補新版）白水社〈文庫クセジュ〉、2000年4月30日。ISBN 978-4560058268。
- 桃木至朗「ヴェトナム李朝の軍事行動と地方支配」『東南アジア研究』第24巻第4号、京都大学東南アジア研究センター、1987年3月、403-417頁、doi:10.20495/tak.24.4_403、ISSN 0563-8682、NAID 110000200406。
- 桃木至朗「十-十五世紀ベトナム國家の「南」と「西」」『東洋史研究』第51巻第3号、京都大学東洋史研究会、1992年12月31日、464-497頁。
- 『大越史記全書』本紀巻之四 李紀 恵宗皇帝
- 『大越史記全書』本紀巻之五 陳紀 太宗皇帝
- 『ベトナム史略』第1巻 第3部 第6章 陳氏

| スタブアイコン | サブスタブ | この項目は、まだ閲覧者の調べものの参照としては役立たない、人物に関連した書きかけの項目です。この項目を加筆・訂正などしてくださる協力者を求めています（P:人物伝/PJ:人物伝）。 |